# شبگرد طوق‌نخودی
شبگرد طوق‌نخودی (نام علمی: Antrostomus ridgwayi) نام یک گونه از تیره شبگردان است.